# Puerto Iguazú
Puerto Iguazú este un orășel cu 32.038 de locuitori, situat în Argentina în triunghiul format de granița dintre Argentina, Brazilia și Paraguay.